# Diocèse de Hamilton (Nouvelle-Zélande)

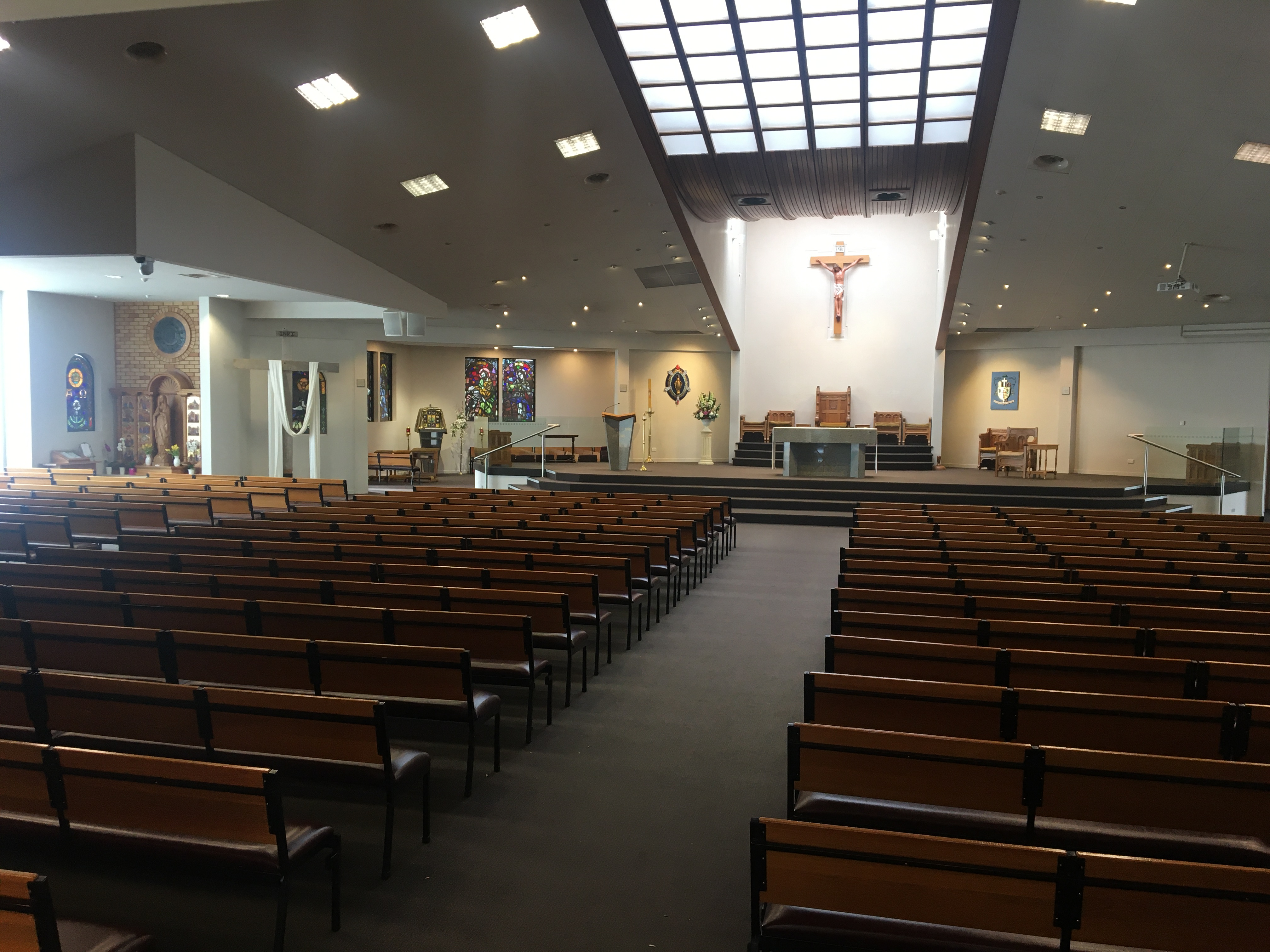
Intérieur de la cathédrale, siège du diocèse.

Le diocèse de Hamilton (Dioecesis Halmitonensis in Nova Zelandia) est un territoire de l'Église catholique de Nouvelle-Zélande dont le siège est à la cathédrale de la Bienheureuse-Vierge-Marie de Hamilton. Ce diocèse est suffragant de l'archidiocèse de Wellington. L'évêque est Richard Philip James Laurenson (en) depuis 2023.

## Territoire
Le diocèse comprend la ville et la région de Hamilton dans l'île du Nord. Il est subdivisé en 35 paroisses.

## Histoire
Le diocèse a été érigé le 6 mars 1980 par la bulle de Jean-Paul II Venerabiles praesules, recevant son territoire du diocèse d'Auckland.

## Ordinaires
- Edward Gaines (en), 6 mars 1980—6 septembre 1994
- Denis Browne, 19 décembre 1994—22 novembre 2014
- Stephen Lowe, 22 novembre 2014—17 décembre 2021[1]
  - Stephen Lowe, administrateur apostolique, 17 décembre 2021—25 octobre 2023
- Richard Philip James Laurenson (en), depuis le 25 octobre 2023

## Statistiques
- En 1990, le diocèse comptait 78 000 baptisés pour 519 000 habitants (15%), servis par 50 prêtres (37 séculiers et 13 réguliers), 19 religieux et 79 religieuses dans 39 paroisses[2],[1].
- En 2016, il comptait 67 455 baptisés pour 671 050 habitants (10,1%), servis par 38 prêtres (34 séculiers et 4 réguliers), 20 diacres, 7 religieux et 48 religieuses dans 35 paroisses[3],[1].